# Bürgermeisterei Thalfang
Die Bürgermeisterei Thalfang im Kreis Bernkastel im Regierungsbezirk Trier in der preußischen Rheinprovinz war eine Bürgermeisterei mit 10 Dörfern, 1 Etablissement von einigen Hütten, welche 379 Feuerstellen und 2605 Einwohner hatten (Stand 1828).
Darin:
- Thalfang, ein Dorf mit 1 Evang. Pfarrkirche, 1 Synagoge, 68 Fst., 387 Einw. und einem Eisen-Bergwerk.
- Bäsch mit 22 Fst., 176 Einw.
- Dhronecken mit 24 Fst., 161 Einw., hatte ehedem ein den Wildgrafen gehöriges festes Schloss.
- Burtscheid mit 18 Fst., 150 Ew.
- Deuselbach mit 41 Fst., 418 Einw.
- Rorodt mit 24 Fst, 178 Einw.
- Etgert mit 26 Fst., 148 Einw.
- Malborn mit 1 Kath. Pfarrkirche, 83 Fst., 461 Einw.
- Immert mit 28 Fst., 214 Einw.
- Hilscheid mit den Hütten Röderbach, 45 Fst., 312 Einw.